# Mùa bão Tây Bắc Thái Bình Dương 2003
Mùa bão Tây Bắc Thái Bình Dương 2003 là một sự kiện mà theo đó các xoáy thuận nhiệt đới hình thành ở vùng phía tây bắc của Thái Bình Dương. Mùa bão sẽ kéo dài trong suốt năm 2003 với phần lớn các cơn bão hình thành từ tháng 5 đến tháng 11. Bài viết này chỉ đề cập đến các cơn bão hình thành trong phạm vi của Thái Bình Dương ở Bắc Bán Cầu và từ kinh tuyến 100 đến 180 độ. Trong khu vực tây bắc Thái Bình Dương, có 2 cơ quan khí tượng hoạt động độc lập nhau, nên một cơn bão có thể có 2 tên gọi khác nhau. JMA sẽ đặt tên cho một cơn bão khi sức gió duy trì trong vòng 10 phút đạt ít nhất 65 km/h, (40 mph) bất kỳ nơi đây trong vùng đã đề cập trên. Trong Khi đó, PAGASA sẽ đặt tên cho một cơn bão khi nó hình thành từ một áp thấp nhiệt đới trong phạm vi theo dõi của họ giữa 135°Đ và 115°Đ và giữa 5°B-25°B thậm chí JMA đã đặt tên cho nó. Các áp thấp nhiệt đới được JTWC theo dõi và đặt số hiệu có ký tự "W" phía sau một con số.
Bão Maemi là cơn bão mạnh nhất của mùa bão, gây thiệt hại nặng nề nhất, và tên "Maemi" bị loại bỏ năm 2006.

## Các cơn bão

### Bão Yanyan
Cái tên Yanyan bị thay thế vào năm 2004,và đước thay thế bằng Dolphin.
- Cấp bão (Việt Nam): không cảnh báo.
- Cấp bão (Nhật Bản): 65 km/h (10 phút) - bão nhiệt đới.
- Cấp bão (Hoa Kỳ): 95 km/h (1 phút) - bão nhiệt đới.

### Bão Kujira (Amang)
- Cấp bão (Việt Nam): Không cảnh báo
- Cấp bão (Nhật Bản): 175 km/h (10 phút): Bão cuồng phong.
- Cấp bão (Hoa Kỳ): 250 km/h (1 phút) - Siêu bão cấp 4.
- Cấp bão (Philippines): Bão cuồng phong.

### Bão Chan-hom
- Cấp bão (Việt Nam): không cảnh báo.
- Cấp bão (Nhật Bản): 155 km/h (10 phút) - bão cuồng phong.
- Cấp bão (Hoa Kỳ): 215 km/h (1 phút) - bão cuồng phong cấp 4.

### Bão Linfa (Chedeng) - Bão số 1
- Cấp bão (Việt Nam): cấp 10 - bão nhiệt đới dữ dội.
- Cấp bão (Nhật Bản): 100 km/h - bão nhiệt đới dữ dội.
- Cấp bão (Hoa Kỳ): 110 km/h - bão nhiệt đới.
- Cấp bão (Philippines): bão nhiệt đới.

### Bão Nangka (Dodong) - bão số 2
- Cấp bão (Việt Nam): cấp 9 - bão nhiệt đới.
- Cấp bão (Nhật Bản): 95 km/h (10 phút) - Bão nhiệt đới dữ dội
- Cấp bão (Hoa Kỳ): 75 km/h (1 phút) - bão nhiệt đới.
- Cấp bão (Philippines): bão nhiệt đới.

### Bão Soudelor (Egay)
- Cấp bão (Việt Nam): không cảnh báo.
- Cấp bão (Nhật Bản): 150 km/h (10 phút) -bão cuồng phong.
- Cấp bão (Hoa Kỳ): 215 km/h (1 phút) - bão cuồng phong cấp 4.
- Cấp bão (Philippines): bão cuồng phong.

### Bão Imbudo (Harurot) - Bão số 3
- Cấp bão (Việt Nam): cấp 14 - bão cuồng phong.
- Cấp bão (Nhật Bản): 165 km/h (10 phút) - bão cuồng phong.
- Cấp bão (Hoa Kỳ): 240 km/h (1 phút) - siêu bão cấp 4.
- Cấp bão (Philippines): Bão cuồng phong.
- Cơn bão này được gọi là bão số 4 vì nó đi vào biển Đông ngày 22 tháng 7, trong khi đó bão Goni đi vào biển Đông ngày 18 tháng 7, như vậy theo quy định về bão tại Việt Nam thì Goni là bão số 3. Năm 2006, tên bão "Imbudo" bị loại bỏ, và tên "Molave" được dùng để thay thế.

### Bão Koni (Gilas) - Bão số 4
- Cấp bão (Việt Nam): cấp 11 - bão nhiệt đới dữ dội.
- Cấp bão (Nhật Bản): 110 km/h (10 phút)- bão nhiệt đới dữ dội.
- Cấp bão (Hoa Kỳ): 120 km/h - bão cuồng phong cấp 1.
- Cấp bão (Philippines): Bão nhiệt đới.
- Vì lý do trên nên dù được đặt tên sau nhưng nó vẫn là bão số 3 còn Imbudo là bão số 4. Ngày 22 tháng 7 năm 2003, cơn bão này đổ bộ tỉnh Ninh Bình (thuộc vùng đồng bằng sông Hồng), gây mưa lớn cho Bắc Bộ và Bắc Trung Bộ Việt Nam, đợt mưa này kéo dài đến 24 tháng 7, sau đó kết hợp tiếp với hoàn lưu bão số 4 (Imbudo) nên kéo dài đến 27 tháng 7. Trước đó, cơn bão cũng đã gây gió mạnh, mưa lớn và gây thiệt hại cho Philippines, đảo Hải Nam (Trung Quốc). Năm 2006, để viết đúng chính tả, "Koni" được viết đúng thành "Goni".

### Bão Morakot (Juaning)
- Cấp bão (Việt Nam): cấp 9 - bão nhiệt đới (cơn bão này gây gió mạnh cho vùng Đông Bắc Biển Đông nên được NCHMF cảnh báo)
- Cấp bão (Nhật Bản): 85 km/h (10 phút) - bão nhiệt đới.
- Cấp bão (Hoa Kỳ): 120 km/h (10 phút) - bão cuồng phong cấp 1.
- Cấp bão (Philippines): Bão nhiệt đới.

### Bão Etau (Kabayan)
- Cấp bão (Việt Nam): không cảnh báo.
- Cấp bão (Nhật Bản): 155 km/h (10 phút) - Bão cuồng phong.
- Cấp bão (Hoa Kỳ): 205 km/h (10 phút) - Bão cuồng phong cấp 3.
- Cấp bão (Philippines): Bão cuồng phong.

### Bão Krovanh (Niña) - Bão số 5
- Cấp bão (Việt Nam): cấp 12 - Bão cuồng phong.
- Cấp bão (Nhật Bản): 120 km/h (10 phút) - Bão cuồng phong.
- Cấp bão (Hoa Kỳ): 165 km/h (1 phút) - Bão cuồng phong cấp 2.
- Cấp bão (Philippines): Bão cuồng phong.

### Bão Vamco (Mamang)
- Cấp bão (Việt Nam): Không cảnh báo.
- Cấp bão (Nhật Bản): 65 km/h (10 phút) - Bão nhiệt đới.
- Cấp bão (Hoa Kỳ): 65 km/h (1 phút) - Bão nhiệt đới.
- Cấp bão (Philippines): Áp thấp nhiệt đới.

### Bão Dujuan (Onyok) - Bão số 6
- Cấp bão (Việt Nam): cấp 13 ~ cấp 14 - bão cuồng phong.
- Cấp bão (Nhật Bản): 150 km/h (10 phút) - bão cuồng phong.
- Cấp bão (Hoa Kỳ): 215 km/h (1 phút) - bão cuồng phong cấp 4.
- Cấp bão (Philippines): bão cuồng phong.

### Bão Maemi (Pogi)
- Cấp bão (Việt Nam): không cảnh báo.
- Cấp bão (Nhật Bản): 195 km/h (10 phút) - bão cuồng phong.
- Cấp bão (Hoa Kỳ): 280 km/h (1 phút) - siêu bão cấp 5.
- Cấp bão (Philippines): bão cuồng phong.
- Cơn bão này là xoáy thuận gây thiệt hại nặng nề nhất và cũng là cơn bão mạnh nhất trên Tây Bắc Thái Bình Dương trong năm 2003. Năm 2006, tên "Maemi" bị loại bỏ và được thay thế bằng "Mujigae". Chính vì thế, bài chi tiết Bão Maemi không cần phải viết thành Bão Maemi (2003) để cho tên được ngắn gọn.

### Bão Choi-wan (Roskas)
- Cấp bão (Việt Nam): không cảnh báo.
- Cấp bão (Nhật Bản): 130 km/h (10 phút) - bão cuồng phong.
- Cấp bão (Hoa Kỳ): 185 km/h (1 phút) - bão cuồng phong cấp 3.
- Cấp bão (Philippines): Bão nhiệt đới.

### Bão Koppu (Sikat)
- Cấp bão (Việt Nam): không cảnh báo.
- cấp bão (Nhật Bản): 130 km/h (10 phút) - bão cuồng phong.
- cấp bão (Hoa Kỳ): 165 km/h (1 phút) - bão cuồng phong cấp 2.
- cấp bão (philippines): bão nhiệt đới.

### Bão Ketsana (Tisoy)
- Cấp bão (Việt Nam): không cảnh báo.
- Cấp bão (Nhật Bản): 165 km/h (10 phút) - bão cuồng phong.
- Cấp bão (Mỹ): 230 km/h (1 phút) - Bão cuồng phong cấp 4.
- Cấp bão (Philippines): bão cuồng phong.

### Bão Parma
- Cấp bão (Việt Nam và Philippines): không cảnh báo
- Cấp bão (Nhật Bản): 175 km/h (10 phút) - bão cuồng phong
- Cấp bão (Hoa Kỳ): 240 km/h (1 phút) - Siêu bão cấp 4.

### Bão Melor (Viring)
- Cấp bão (Việt Nam): cấp 10 - bão nhiệt đới dữ dội (do gây gió mạnh cho Đông Bắc Biển Đông nên được NCHMF cảnh báo)
- Cấp bão (Nhật Bản): 95 km/h (10 phút) - Bão nhiệt đới dữ dội
- Cấp bão (Hoa Kỳ): 140 km/h (1 phút) - Bão cuồng phong cấp 1.
- Cấp bão (Philippines): Bão nhiệt đới.

### Bão Nepartak (Weng) - Bão số 7
- Cấp bão (Việt Nam): cấp 12 - bão cuồng phong.
- Cấp bão (Nhật Bản): 120 km/h (10 phút) - bão cuồng phong.
- Cấp bão (Hoa Kỳ): 140 km/h (1 phút) - bão cuồng phong cấp 1.
- Cấp bão (Philippines): Bão cuồng phong.
- Cơn bão này có đường đi gần giống với siêu bão Sơn Tinh năm 2012 và Haiyan năm 2013.

### Bão Lupit (Yoyoy)
- Cấp bão (Việt Nam): không cảnh báo.
- Cấp bão (Nhật Bản): 185 km/h (10 phút) - bão cuồng phong.
- Cấp bão (Hoa Kỳ): 270 km/h (1 phút) - siêu bão cấp 5.
- Cấp bão (Philippines): bão cuồng phong./

### Áp thấp nhiệt đới khác
- Ngày 16 tháng 5, Áp thấp nhiệt đới Batibot ở phía Đông Philippines, tan ngày 20. JTWC đánh số hiệu 03W.
- Ngày 9 tháng 7, Áp thấp nhiệt đới Falcon hoạt động ở phía Đông Philippines và tan luôn.
- Ngày 30 tháng 7, Áp thấp nhiệt đới Ineng hoạt động ở đảo Mindanao.
- Ngày 18 tháng 8, Áp thấp nhiệt đới Lakay ở phía đông bắc Philippines.
- Ngày 19 tháng 9, Áp thấp nhiệt đới Quiel ở Đông Philippines và bị Choi-wan hấp thụ.
- Các ATNĐ 18W, 19W vào đầu tháng 10 ở eo biển Philippines - Đài Loan.
- Ngày 22 tháng 10, Áp thấp nhiệt đới Ursula hoạt động ở Đông Biển Đông.
- Áp thấp nhiệt đới Zigzag vào cuối tháng 12 năm 2003.

## Tên bão

### Tên quốc tế
Các xoáy thuận nhiệt đới được đặt tên theo danh sách bên dưới do Trung tâm khí tượng khu vực chuyên biệt ở Tokyo, Nhật Bản, khi một xoáy thuận đạt đến độ mạnh của bão. Các tên gọi do các thành viên của ESCAP/WMO Typhoon Committee đề xuất. Mỗi nước trong số 14 nước và vùng lãnh thổ thành viên đưa ra 10 tên gọi, được sử dụng theo thứ tự ABC, bằng tên tiếng Anh của quốc gia đó. Sau đây là các tên gọi dự kiến sẽ đặt tên cho các cơn bão năm 2003.
| Yanyan  | Kujira | Chan-hom | Linfa    | Nangka | Soudelor | Imbudo | Koni  | Morakot  | Etau  | Vamco |
| Krovanh | Dujuan | Maemi    | Choi-wan | Koppu  | Ketsana  | Parma  | Melor | Nepartak | Lupit |       |

### Tên bão tại Philippines
| Amang                 | Batibot               | Chedeng               | Dodong              | Egay                 |
| Falcon                | Goring                | Harurot               | Ineng               | Juaning              |
| Kabayan               | Lakay                 | Manang                | Niña                | Onyok                |
| Pogi                  | Quiel                 | Roskas                | Sikat               | Tisoy                |
| Ursula                | Viring                | Weng                  | Yoyoy               | Zigzag               |
| Danh sách phụ trợ     |                       |                       |                     |                      |
| Abe (chưa sử dụng)    | Berto (chưa sử dụng)  | Charo (chưa sử dụng)  | Dado (chưa sử dụng) | Estoy (chưa sử dụng) |
| Felion (chưa sử dụng) | Gening (chưa sử dụng) | Herman (chưa sử dụng) | Irma (chưa sử dụng) | Jaime (chưa sử dụng) |

Cơ quan PAGASA sử dụng chương trình đặt tên riêng của mình cho cơn bão nhiệt đới trong khu vực theo dõi của họ. Pagasa đặt tên cho áp thấp nhiệt đới đã hình thành trong khu vực theo dõi của mình và bất kỳ cơn bão nhiệt đới có thể di chuyển vào khu vực theo dõi của họ. Nên danh sách các tên trong năm đó bị sử dụng hết, tên sẽ được lấy từ một danh sách phụ trợ, các bão đầu tiên được xuất bản mỗi năm trước khi mùa bão bắt đầu.

### Số hiệu cơn bão tại Việt Nam
Ở Việt Nam một cơn bão được đặt số hiệu khi nó đi vào vùng thuộc phạm vi theo dõi của Trung tâm Dự báo Khí tượng Thủy văn Trung ương Quốc gia được xác định trên biển Đông phía Tây kinh tuyến 120 độ kinh Đông và phía bắc vĩ tuyến 10 độ vĩ Bắc. Số hiệu của bão được đặt theo số thứ tự xuất hiện của nó trong năm ví dụ: Bão số 1, bão số 2,...
Dưới đây là các cơn bão đã được Trung tâm Dự báo Khí tượng Thủy văn Trung ương Quốc gia đặt số hiệu trong năm 2003: (kèm vùng đổ bộ)
| - Bão số 1 (Linfa) (ra khỏi biển Đông) - Bão số 2 (Nangka) (ra khỏi biển Đông) - Bão số 3 (Goni) (đổ bộ Ninh Bình) - Bão số 4 (Imbudo) (đổ bộ Nam Trung Quốc) - Bão số 5 (Krovanh) (đổ bộ Quảng Ninh) - Bão số 6 (Dujuan) (đổ bộ Nam Trung Quốc) - Bão số 7 (Nepartak) (đổ bộ Nam Trung Quốc, gần Móng Cái) |